# 에드워드 포크너
에드워드 포크너(Edward Faulkner, 1932년 2월 29일 ~ )는 미국의 배우이다.

## 영화
- 나이트 스토커 (1972년)
- 나우 유 씨 힘, 나우 유 돈 (1972년)
- 특명수사관 오하라 (1971년)
- 맨발의 경영자 (1971년)
- 황금의 꿈 (1971년)
- 리오 로보 (1970년)
- 철인들 (1969년)
- 제12순찰대 (1968년)
- 그린 베레 (1968년)
- 사건비화 (1967년)
- 발라드 오브 조시 (1967년)
- 네이비 Vs. 나이트 몬스터 (1966년)
- 사전트 데드 헤드 (1965년)
- 맥린턱 (1963년)
- 도망자 (1963년)
- 지 아이 블루 (1960년)
- 보난자 (1959년)
- 서부의 파라딘 (1957년)
- 딜론 보안관 (1955년)